# Сноркелинг
Сноркелинг (снорклинг) (нем. Schnorchel — дыхательная трубка) — вид плавания под поверхностью воды с маской и дыхательной трубкой и обычно с ластами. Также в холодной воде может быть надет гидрокостюм. Использование этого снаряжения позволяет пловцу наблюдать за подводными красотами в течение длительного времени при минимальных усилиях. Является популярным развлечением, особенно в тропических широтах и в местах для ныряния с аквалангом — дайвинга. Доступен для большинства людей, в том числе детей, которые с большим интересом погружаются под воду, чтобы рассматривать морских обитателей, камешки, ракушки и прочие занимательные детали подводного мира. Сноркелинг также популярен среди дайверов, когда нырки совершаются на или около поверхности. Также его используют спасательные команды для поиска людей в воде.

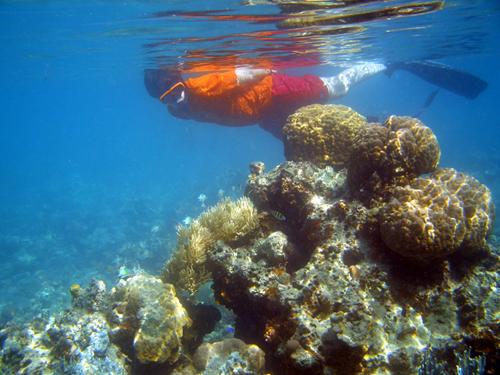
Пловец у кораллового рифа недалеко от Фиджи.

Основой сноркелинга является наблюдение за подводной жизнью в её естественной среде. Это включает в себя наблюдение за коралловыми рифами и их обитателями: рыбами, моллюсками, морскими звёздами, морскими черепахами и другими. Сноркелинг над песчаным дном позволяет человеку наблюдать за различными видами плоских рыб, например, камбалой или скатами.
В некоторых местах сноркелинг занимает важную статью в туристическом бизнесе, вплоть до главной статьи дохода, как, например, в Палм-Айленде.

## Оборудование для сноркелинга
Маска

Это базовый элемент снаряжения. Маска может быть очень простой и дешёвой (при том, что существуют и весьма дорогие бренды), в том числе взятой на прокат. Подобрать её правильно в основном означает выбрать маску по размеру, которая не будет подтекать во время плавания. Чтобы правильно подобрать маску, её следует приложить к лицу, не надевая стропу (ремешок), затем вдохнуть через нос и отпустить руку, которой придерживалась маска. Если она остаётся на лице и ощущается комфортно, то размер подходящий. Показатели качественной маски: иллюминаторы из закалённого стекла (на стекле маленькая надпись Tempered или просто буква T), широкий обзор (зависит от размера и формы стекла), эластичный обтюратор (герметизирующая прилегающая к лицу часть), хорошо прилегающий к лицу, небольшой внутренний объём. Следует также учесть, что обтюраторы, изготовленные из прозрачного силикона, имеют больший обзор, чем с цветным, но могут мутнеть со временем.
Обработка перед использованием.
Вновь купленную маску необходимо обработать, чтобы она не запотевала при плавании. Для безопасной транспортировки оборудования внутреннюю сторону стекла покрывают силиконом, из-за чего маска часто запотевает в воде. Необходимо удалить этот силиконовый слой. Простой и безопасный для маски способ — терпеливо протереть внутреннюю сторону стекла мягким абразивным составом типа зубной пасты и ополоснуть водой. Перед каждым купанием стекло маски протирают слюной — это предотвращает запотевание.
Трубка 

Трубка позволяет дышать атмосферным воздухом. Это главное достижение снорклинга, хотя можно плавать и просто с маской, задерживая дыхание, что несколько утомительно.
Трубка должна быть достаточной длины, но и не слишком длинная (очень длинная трубка затрудняет дыхание, увеличивая «мертвое пространство» — объём воздуха, не участвующий в дыхательном процессе). Трубки могут быть со специальными насадками (съёмными), защищающими от попадания брызг. В некоторых случаях эти насадки затрудняют дыхание, что легко проверить. Насадки легко снимаются. Часто сноркл оснащён клапаном очистки, позволяющим легко выдувать воду из трубки. Хороший клапан значительно облегчает продувание трубки после ныряния. При неудачном клапане обычная трубка без клапана может продуваться даже легче. Трубки с клапаном нуждаются в более тщательном осушении. Трубку удобно закреплять на стропе маски, для чего существуют разнообразные конструкции клипс. Если клипсы нет, то можно просто подсунуть трубку под стропу.
Ласты 

Ласты очень облегчают плавание и добавляют манёвренности в воде. Также ласты незаменимы для ныряния, так как позволяют сократить время и силы на погружение и всплытие, за счёт чего увеличивается время пребывания возле дна в погружённом состоянии.
Обычные ласты для снорклинга надеваются на босую ногу, они лёгкие и не очень длинные. Такие ласты прекрасно оправдывают свою цену, помогая передвигаться в воде и даже нырять. Ласты для дайвинга с ботинками также подходят, они очень эффективны и удобны.
Если пренебречь этим элементом оборудования, то всё равно можно получить массу удовольствия, но для ныряния и в случае необходимости проплывать значительные дистанции использование ласт повысит комфортность от сноркелинга.
Гидрокостюм 

Костюм из неопрена препятствует поглощению водой тепла тела, предохраняет кожу от воздействия солнечных УФ-лучей и стрекающих организмов (например, медуз). Для проведения в воде значительного времени имеет смысл надеть короткий или длинный гидрокостюм.
Гидрокостюм добавляет плавучести, что облегчает плавание по поверхности и затрудняет непроизвольное подныривание. Ныряльщики используют пояс с грузами для компенсации этого эффекта.